# 茨田郡
茨田郡为過去日本大阪府轄下的一个郡，已于1896年4月1日与周邊的郡合并为北河內郡。
在1880年實施郡區町村編制法時的辖区包括现在的守口市全部區域、門真市全部區域、大阪市鶴見區東半部區域、枚方市西部部分區域、寢屋川市西北部部區域、大東市西部部分區域。

## 歷史
在令制國時代屬於河內國，最初屬於交野郡，在8世紀初才分出獨立設置為茨田郡，也是在8世紀初完成的播磨國風土記中就曾記載到「河内國茨田郡的枚方之里」的地名。
在江戶時代大部分區域為幕府直轄領地、旗本領，另有少部分區域屬於加納藩和高槻藩。
1868年明治維新後，郡內區域曾先後隸屬大坂裁判所（後改為大阪府）、河內縣、堺縣、加納縣，最後在1872年的第一次府縣整併中全數被併入堺縣。
1880年實施郡區町村編製法，正式的設置了近代的行政區劃「茨田郡」，但並未設置自己的郡役所，而是與周邊的交野郡、讚良郡共同設立「枚方郡役所」，郡役所位於三矢村的浄念寺（位於現在的枚方市），因此枚方郡役所後來也被更名為「茨田交野讚良郡役所」。
1881年，由於堺縣被併入大阪府，茨田郡隨之成為大阪府的轄區。

### 沿革

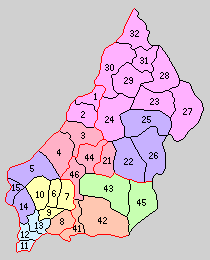
1889年茨田郡轄下的行政區劃：
1.枚方町、2.蹉跎村、3.友呂岐村、4.九個莊村、5.庭窪村、6.大和田村、7.四宮村 、.南鄉村、9.二島村、10.門真村、11.今津村、12.古宮村、13.諸堤村、14.三鄉村、15.守口町
（水藍色：現屬大阪市、左方紫色：現屬守口市、桃色：現屬枚方市、紅色：現屬寢屋川市、橙色：現屬大東市、黄色：現屬門真市、21 - 32屬交野郡、41 - 46屬讚良郡）

- 1889年04月1日：實施町村制，茨田郡下設枚方町、蹉跎村（日语：蹉だ村）、友呂岐村（日语：友呂岐村）、九個莊町（日语：九個荘町）、庭窪村（日语：庭窪町）、大和田村（日语：大和田村 (大阪府)）、四宮村（日语：四宮村）、南鄉村（日语：南郷村 (大阪府)）、二島村（日语：二島村）、門真村、今津村（日语：今津村 (大阪府)）、古宮村（日语：古宮村 (大阪府)）、諸堤村（日语：諸堤村）、三鄉町（日语：三郷町 (大阪府)）、守口町（日语：守口町）。（2町13村）
- 1896年04月1日：實施郡制（日语：郡制），同時原屬於「茨田交野讚良郡役所」的區域再被合併為北河內郡。